# Rosemont (Maryland)
Rosemont è un villaggio degli Stati Uniti d'America, situato nello stato del Maryland, nella contea di Frederick.